# Прилогинский сельсовет
Прилогинский сельсовет — упразднённые сельское поселение и соответствующая административно-территориальная единица в Лебяжьевском районе Курганской области Российской Федерации.
Административный центр — деревня Прилогино.

## История
Статус и границы сельского поселения установлены Законом Курганской области от 4 ноября 2004 года № 721 «Об установлении границ муниципального образования Прилогинского сельсовета, входящего в состав муниципального образования Лебяжьевского района».
10 декабря 2020 года Прилогиновский сельсовет упразднён в связи с преобразованием Лебяжьевского муниципального района в муниципальный округ.

## Население
| 1989 | 2002 | 2004 | 2010 | 2012 | 2013 | 2014 |
| ---- | ---- | ---- | ---- | ---- | ---- | ---- |
| 667  | ↘639 | ↘599 | ↘477 | ↘476 | ↘467 | ↘448 |
| 2015 | 2016 | 2017 | 2018 | 2019 | 2020 |      |
| ↘437 | ↗438 | ↘427 | ↘425 | ↘402 | ↘399 |      |

## Состав сельского поселения
| № | Населённый пункт | Тип населённого пункта          | Население |
| - | ---------------- | ------------------------------- | --------- |
| 1 | Красная Горка    | деревня                         | ↘91       |
| 2 | Прилогино        | деревня, административный центр | ↘321      |
| 3 | Юдино            | деревня                         | ↘65       |